# Lelčycký rajón
Lelčycký rajón (bělorusky Лельчыцкі раён, ukrajinsky Лельчицький район, rusky Лельчицкий район) je územně-správní jednotkou na jihozápadě Homelské oblasti v Bělorusku. Administrativním centrem rajónu je město Lelčycy (bělorusky Лельчыцы, rusky Лельчицы).

## Historie

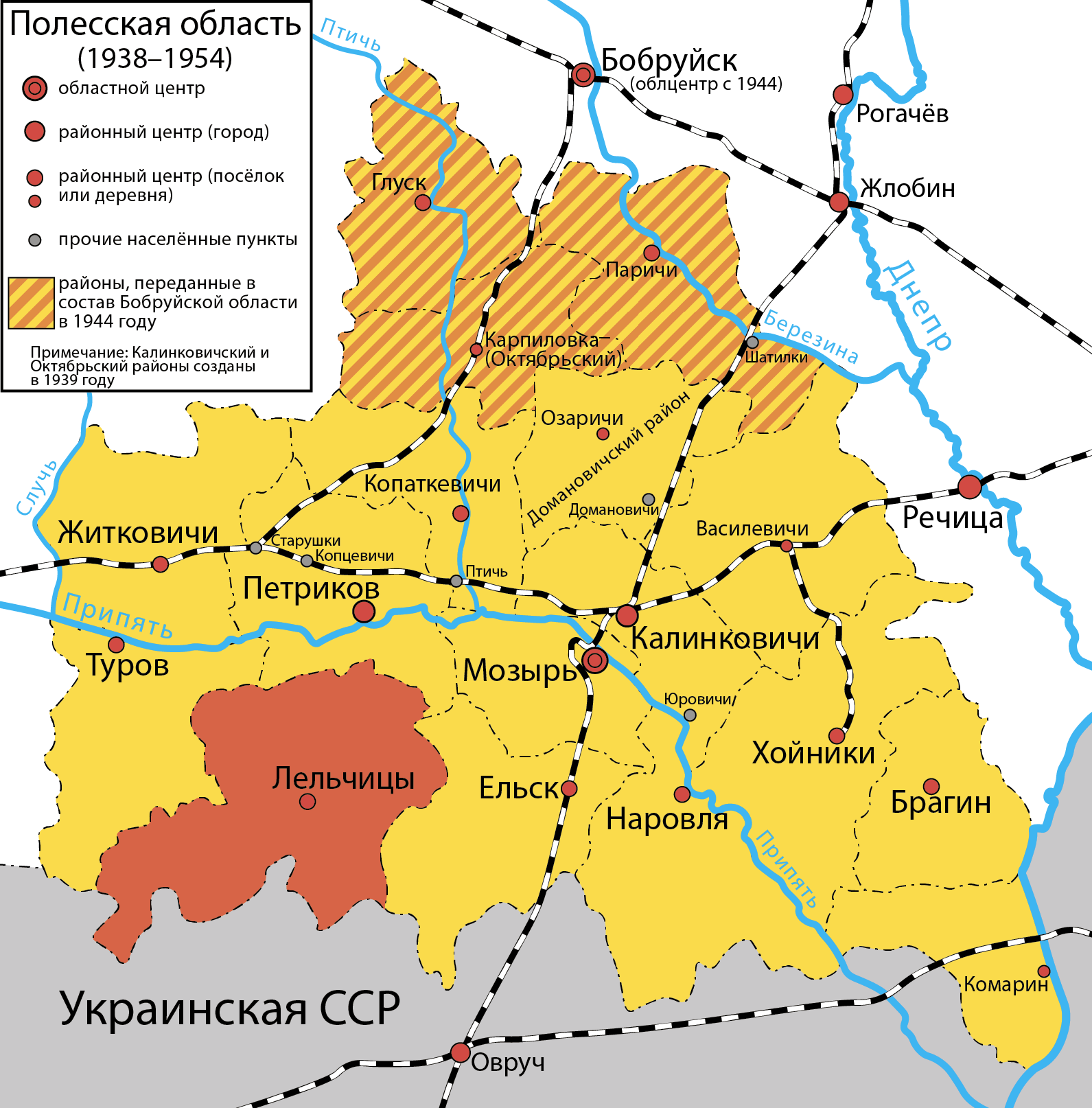
Lelčycký rajón v rámci Poleské oblasti v hranicích z 30. – 50. let 20. století (před včleněním části území Turovského rajónu do Poleského rajónu)

Rajón vznikl 17. července 1924 namísto zrušených Bujnovického a Lelčyckého volostí Mozyrského újezdu v rámci vytvořeného Mozyrského okruhu Běloruské sovětské socialistické republiky. Dne 20. srpna byl rajón rozdělen do 12 obecních rad: Baraŭský, Bujnavický, Hluškavický, Hrabjaňoŭský, Zamošský, Kartynický, Lelčycký, Milašavický, Astražanský, Simanický, Sin-Polský a Stadolický.
V roce 1924 bylo na území Lelčyckého rajónu 147 sídel, 4 913 hospodářství, 27 664 lidí a v obci Lelčycy — 306 hospodářství a 1 659 lidí. Od dubna 1927 Bělorusko neslo jméno Běloruské sovětské socialistické republiky a od 15. srpna 1930 byla větší část okruhů na území oblastí a krajů SSSR zrušena. V roce 1930 byl zrušen i Mozyrský okruh. Od této chvíle až do roku 1935 byl Lelčycký rajón součástí přímo běloruské SSR.
Dne 21. června 1935 na okrajových částech Běloruska byly obnoveny okruhy a s tím i Mozyrský okruh.
Dne 15. ledna 1938 bylo v Bělorusku uvedeno v pravomoc oblastní rozdělení. Zároveň byla na velké části území Mozyrském okruhu vytvořena Poleská oblast s administrativní centrem Mozyr, do kterého byl konkrétně začleněn i Lelčycký rajón.
Dne 27. září 1938 byl centru rajónu — sídlu Lelčycy — přidělen status obce.
Během německé okupace od 1. září 1941 do osvobození 23. ledna 1944 bylo území Lelčyckého rajónu součástí ústředního okruhu Žytomyr připojeno k říšskému komisariátu Ukrajina s centrem všech okupačních správ v Rovnu.
Ve městě Lelčycy se nacházelo vojenské a správní centrem oblastního komisariátu v čele s komisařem pod ochranou hlavního velitele četnictva a policie praporu. Z místních obyvatel byl zřízen výkonný výbor v čele s předsedou. Ve vesnicích byli jmenováni velitelé.
Dne 8. ledna 1954 byla řada oblastí Běloruska zrušena. Území Poleské oblasti se stalo součástí Homelské oblasti. Dne 17. dubna 1962 bylo k Lelčyckému rajónu připojeno území Bukčanského, Dzjeržinského a Toněžského seľsovetu, čímž byl zlikvidován sousední Turaŭský rajón.
Dne 25. prosince 1962 byl Lelčycký rajón zlikvidován jeho území bylo převedeno do rozšířeného Mozyrského rajónu. Uspořádání bylo obnoveno 6. ledna 1965. Od roku 1991 je součást svrchované Běloruské republiky.
Rajón rozdělen do 12 obecních rad (selsovětů) na Baraŭský, Bujnavický, Bukčanský, Hluškavický, Dubroŭský, Lelčycký, Milašavický, Radzivilavický, Simanický, Stadolický, Toneský a Udarněnský selsovět. V roce 2013 byl zrušen Astražanský a Hrabjaňoŭský selsovět a jejich území bylo připojeno ke Stadolického selsovětu.

## Geografie
Rozloha rajónu je necelých 3 222 km². Rajónu hraničí na severu a s Žytkavickým a Petrykaŭským rajónem, na východě s Mazyrským a Jelským rajónem, na západě se Stolinským rajónem a na jihu s Žytomyrskou a Rovenskou oblastí na Ukrajině. 
V roce 2010 pokrývaly lesy 69,5 % rozlohy rajónu a bažiny zaujímaly 11,1 % jeho území. Nejvýznamnější řekou je Uborť, která následně ústí do Pripjati. Dále rajónem protékají také řeky Balotnica, Batyŭlja, Byhošta, Hurystaja, Zapaličnaja, Karoscinka, Litoša, Lochnica, Mytvica, Mutňanka, Plotnica, Roŭ (Plaŭ), Rudnica, Svidovec, Svinavod a Scviha. Na území rajonu se rozkládá národní park Pripjať a Bukčanská biologická rezervace. Na území rajónu se nachází jezero Pupaŭskaje. Nalezneme zde bažiny Bozera, Hvozda, Hnojnaje, Hrada, Hruzkaje, Žoŭnec, Hadzel, Hiŭnaje, Panskaje, Pastolnica, Palca, Chrestca, Cyhanskaje nebo Jazvinec.

## Demografie
Podle sčítání lidu z roku 1999 žilo v rajónu 31 913 obyvatel. Průměrná hustota zalidnění se pohybovala okolo 10,1 obyvatele na km². K 1. lednu 1999 bylo na území rajónu napočítáno 75 osad.
Populace rajónu v roce 2012 čítala na 26 400 osob, z toho městských oblastech žije 8 900 osob. Celkem je na území rajónu 73 osad.
Před havárií Černobylské jaderné elektrárny čítala populace 34 200 osob, z toho žilo 26 600 ve venkovských oblastech, v Lelčycích — 7 600. Část území po katastrofě spadá do evakuační zóny. Mezi léty 1986—1999 bylo z postižených oblastí evakuováno asi 650 lidí. Plně přesídleny byly vesnice Voronovo a přesídleni byli také obyvatelé vesnic Usov, Greběni, Kalinino, Lochnica a Měchač.

### Počet obyvatel ve vybraných letech
| Počet obyvatel: | Počet obyvatel: | Počet obyvatel: | Počet obyvatel: | Počet obyvatel: | Počet obyvatel: | Počet obyvatel: | Počet obyvatel: |
| 1970            | 1979            | 1989            | 1996            | 2000            | 2001            | 2002            | 2003            |
| --------------- | --------------- | --------------- | --------------- | --------------- | --------------- | --------------- | --------------- |
| 43 939          | ▼ 38 776        | ▼ 33 926        | ▼ 32 100        | ▼ 31 844        | ▼ 31 504        | ▼ 31 237        | ▼30 800         |
| 2004            | 2005            | 2006            | 2007            | 2008            | 2009            | 2010            | 2011            |
| ▼ 30 285        | ▼ 29 814        | ▼ 29 291        | ▼ 28 931        | ▼ 28 514        | ▼ 28 259        | ▼ 27 623        | ▼ 26 990        |
| 2012            | 2013            | 2014            | 2015            | 2016            | 2017            | 2018            | 2019            |
| ▼ 26 381        | ▼ 25 850        | ▼ 25 301        | ▼ 24 968        | ▼ 24 433        | ▼ 23 993        | ▼ 23 833        | ▼ 23 511        |
| 2020            |                 |                 |                 |                 |                 |                 |                 |
| ▲ 25 000        |                 |                 |                 |                 |                 |                 |                 |

### Národnostní složení
| Národnostní složení podle výsledků sčítání lidu z roku 2009 | Národnostní složení podle výsledků sčítání lidu z roku 2009 | Národnostní složení podle výsledků sčítání lidu z roku 2009 |
| Národnost                                                   | Počet                                                       | Zastoupení v %                                              |
| ----------------------------------------------------------- | ----------------------------------------------------------- | ----------------------------------------------------------- |
| Bělorusové                                                  | 26 829                                                      | 96,78%                                                      |
| Rusové                                                      | 471                                                         | 1,7%                                                        |
| Ukrajinci                                                   | 290                                                         | 1,05%                                                       |
| Poláci                                                      | 52                                                          | 0,19%                                                       |
| Němci                                                       | 9                                                           | 0,03%                                                       |
| Moldavané                                                   | 9                                                           | 0,03%                                                       |